# رودريغو
رودريغو سيلفا دو غوس (تلفظ برتغالي: /ʁoˈdrigu ˈsiwvɐ dɐ ˈgɔ.ɐs/؛ مواليد 9 يناير 2001)، المعروف بـ رودريغو. هو لاعب كرة قدم برازيلي يلعب في في مركز الهجوم مع نادي ريال مدريد.

## مسيرته الكروية

### سانتوس
ولد رودريغو في أوساسكو، ساو باولو، وانضم إلى فريق سانتوس للفئات السنية في عام 2011 حينها كان في سن العاشرة، عُيَّن في البداية لفريق كرة الصالات.
في مارس 2017، مع لاعبي الفريق الأول في بيرو لمباراة كأس ليبرتادوريس ضد سبورتينغ كريستال، استدعي إلى الفريق الأول من قبل المدير الفني دورفال ينيور لإكمال التدريب.
في 21 يونيو 2017، وقع رودريغو عقده المهني الأول، بعد الموافقة على عقد لمدة خمس سنوات. في 1 نوفمبر، تمت ترقيته إلى الفريق الأول من قبل المدير المؤقت إيلانو.
شارك رودريغو مع الفريق الأول –والدوري البرازيلي الدرجة الأولى– لأول مرة في 4 نوفمبر 2017، حيث دخل كبديل متأخر لبرونو هنريك في مباراة الفوز 3–1 على ملعبه ضد أتلتيكو مينييرو. في 25 يناير التالي سجل أول هدف له مع الفريق الأول، حيث سجل هدف الفوز في الدقيقة الأخيرة بمباراة الفوز 2–1 في بطولة باوليستا خارج أرضه أمام بونتي بريتا.
شارك رودريغو لأول مرة في كأس ليبرتادوريس في 1 مارس 2018، ليحل محل إدواردو ساشا في مباراة الخسارة 2–0 أمام ريال جارسيلاسو. 17 سنة و 51 يومًا، أصبح أصغر لاعب في سانتوس يشارك في المسابقة; بعد خمسة عشر يوماً سجل هدفه الأول في البطولة، حيث سجل الهدف الثاني لفريقه من خلال مجهود فردي في مباراة الفوز 3–1 ضد ناسيونال مونتيفيديو على ملعب باكايمبو؛ في عمر 17 سنة وشهرين وستة أيام، أصبح أصغر لاعب برازيلي يسجل في المسابقة.
في 26 يوليو 2018، قام رودريغو رودريغو بتغيير رقم القميص الخاص به من 43 إلى 9 (وهو رقم كان يرتديه بالفعل خلال كأس ليبرتادوريس). بالنسبة لموسم 2019، قام مرة أخرى بتغيير رقمه إلى القميص 11، الذي كان يرتديه سابقًا زميله الشاب نيمار.

### ريال مدريد
في 15 يونيو 2018، توصل ريال مدريد لاتفاق مع سانتوس بخصوص انتقال رودريغو، وانضم اللاعب إلى اللوس بلانكوس في يونيو 2019 بعد أن تم سن الرشد في عقد يمتد حتى 2025. وبلغ سعر الصفقة المشاع 45 مليون يورو. في 5 سبتمبر 2019، لعب رودريجو أول مباراة له مع الفريق وسجل أول هدف له في الدوري ضد أوساسونا بعد دخوله بدقيقة واحدة. في 6 نوفمبر 2019 سجل أول هاتريك له –وكان هاتريك مثالي بالقدم اليمنى واليسرى والرأس– وصنع آخر ليساعد الملكي على الفوز 6–0 أمام غلطة سراي بعمر 18 عامًا و301 يومًا في دوري أبطال أوروبا 2019–20. علاوة على ذلك، فهو أول لاعب مولود في القرن الحادي والعشرين يسجل ثلاثية في البطولة. في موسمه الأول، تمكن من لعب 19 مباراة في الدوري، وسجل هدفين، حيث فاز ريال مدريد بلقب الدوري الإسباني 2019–20.

## مسيرته الدولية
في 30 مارس 2017، استدعي رودريغو إلى منتخب البرازيل تحت 17 سنة من أجل بطولة مونتيغيو. شارك لأول مرة في البطولة بتسجيل هدف فريقه الوحيد في مباراة الخسارة 2–1 أمام الدنمارك، واحرز هدفين آخرين أمام الكاميرون والولايات المتحدة.
في 7 مارس 2018، استدعي رودريغو وزميله في سانتوس يوري ألبيرتو منتخب البرازيل تحت 20 سنة،  ولكن تمت إزالة اسميهما من المنتخب بعد ستة أيام بعد طلب من رئيس ناديهم.
في نوفمبر 2019، تم استدعاء رودريغو لأول مرة إلى منتخب البرازيل الأول، للمشاركة في السوبر كلاسيكو ضد غريمه الأرجنتين في الرياض، السعودية. في مباراة الخسارة 1–0 في 15 نوفمبر، دخل كبديل عن ويليان في الدقائق العشرين الأخيرة.

## حياته الشخصية
كان والد رودريغو –إريك– أيضا لاعب كرة قدم. ولعب كظهير أيمن، ولم يشارك في أي درجة أعلى من دوري الدرجة الثانية البرازيلي.

## الإحصائيات
آخر تحديث 5 يوليو 2025.
| النادي       | الموسم   | الدوري                            | الدوري | الدوري  | كأس الدولة | كأس الدولة | الكأس  | الكأس   | قاري   | قاري    | أخرى   | أخرى    | المجموع | المجموع |
| النادي       | الموسم   | الدرجة                            | الظهور | الأهداف | الظهور     | الأهداف    | الظهور | الأهداف | الظهور | الأهداف | الظهور | الأهداف | الظهور  | الأهداف |
| ------------ | -------- | --------------------------------- | ------ | ------- | ---------- | ---------- | ------ | ------- | ------ | ------- | ------ | ------- | ------- | ------- |
| سانتوس       | 2017     | الدوري البرازيلي                  | 2      | 0       | —          | —          | —      | —       | —      | —       | —      | —       | 2       | 0       |
| سانتوس       | 2018     | الدوري البرازيلي                  | 35     | 8       | 12         | 3          | 3      | 0       | 8      | 1       | —      | —       | 58      | 12      |
| سانتوس       | 2019     | الدوري البرازيلي                  | 4      | 1       | 10         | 1          | 6      | 3       | 0      | 0       | —      | —       | 20      | 5       |
| سانتوس       | المجموع  | المجموع                           | 41     | 9       | 22         | 4          | 9      | 3       | 8      | 1       | —      | —       | 80      | 17      |
| ريال مدريد ب | 2019–20  | الدوري الإسباني الدرجة الثانية بي | 3      | 2       | —          | —          | —      | —       | —      | —       | —      | —       | 3       | 2       |
| ريال مدريد   | 2019–20  | الدوري الإسباني                   | 19     | 2       | —          | —          | 1      | 1       | 5      | 4       | 1      | 0       | 26      | 7       |
| ريال مدريد   | 2020–21  | الدوري الإسباني                   | 22     | 1       | —          | —          | 0      | 0       | 11     | 1       | 0      | 0       | 33      | 2       |
| ريال مدريد   | 2021–22  | الدوري الإسباني                   | 33     | 4       | —          | —          | 3      | 0       | 11     | 5       | 2      | 0       | 49      | 9       |
| ريال مدريد   | 2022–23  | الدوري الإسباني                   | 34     | 9       | —          | —          | 6      | 4       | 12     | 5       | 5      | 1       | 57      | 19      |
| ريال مدريد   | 2023–24  | الدوري الإسباني                   | 34     | 10      | —          | —          | 2      | 1       | 13     | 5       | 2      | 1       | 51      | 17      |
| ريال مدريد   | 2024–25  | الدوري الإسباني                   | 30     | 6       | —          | —          | 5      | 0       | 12     | 5       | 7      | 3       | 54      | 14      |
| ريال مدريد   | المجموع  | المجموع                           | 172    | 32      | —          | —          | 17     | 6       | 64     | 25      | 17     | 5       | 270     | 68      |
| الإجمالي     | الإجمالي | الإجمالي                          | 216    | 43      | 22         | 4          | 26     | 9       | 72     | 26      | 17     | 5       | 353     | 87      |

1. ↑  المباريات في كوبا ليبرتادوريس
2. 1 2 3 4 5 6  المباريات في دوري أبطال أوروبا
3. ↑  المباريات في كأس السوبر الأوروبي

## الإنجازات

### النادي
ريال مدريد
- الدوري الإسباني: 2019–20[29]، 2021–22،[30] 2023–24[31]
- كأس السوبر الإسباني: 2019–20[32]، 2021–22، 2023–24[33]
- كأس ملك إسبانيا: 2022–23[34]
- دوري أبطال أوروبا: 2021–22،[35] 2023–24[36]
- كأس السوبر الأوروبي: 2022،[37] 2024[38]
- كأس العالم للأندية: 2022[39]
- كأس القارات للأندية: 2024[40]

#### الفردية
- بطولة باوليستا أفضل وافد: 2018[41]
- غول جائزة أفضل موهبة في العالم: 2020[42]

## وصلات خارجية
- رودريغو غوس على موقع الاتحاد الأوربي (الإنجليزية)
- رودريغو غوس على موقع إي إس بي إن إف سي (الإنجليزية)
- رودريغو غوس على موقع قاعدة بيانات كرة القدم.إي يو (الإنجليزية)
- رودريغو غوس على موقع ليكيب (الفرنسية)
- رودريغو غوس على موقع ناشيونال فوتبول تيمز (الإنجليزية)
- رودريغو غوس على موقع Soccerbase.com (لاعب) (الإنجليزية)
- رودريغو غوس على موقع Soccerway.com (الإنجليزية)
- رودريغو غوس على موقع عالم كرة القدم.نت (الإنجليزية)
- رودريغو غوس على موقع كووورة
- رودريغو غوس على موقع AS.com (الإسبانية)

1. ↑  مباراتين في كأس السوبر الإسباني و مباراة في كأس السوبر الأوروبي و مباراة في كأس القارات للأندية و ثلاث مباريات في كأس العالم للأندية